# Catopsis werckleana
Catopsis werckleana är en gräsväxtart som beskrevs av Carl Christian Mez. Catopsis werckleana ingår i släktet Catopsis och familjen Bromeliaceae.
Artens utbredningsområde är Costa Rica. Inga underarter finns listade i Catalogue of Life.